# どくさいスイッチ企画
どくさいスイッチ企画（どくさいスイッチきかく）は、日本のピン芸人、アマチュア落語家、落語作家である青山 知弘（あおやま ともひろ、1987年9月 - ）によるソロユニット。R-1グランプリ2024ファイナリスト。
ユニット名は1人コント時の名前であり、芸名としても使用している。活動によって名前を使い分けており、落語で活動する時は銀杏亭 魚折（いちょうてい うぉーりー）の高座名、大喜利プレイヤーとして活動する時はウォーリーの名前を用いている。ほか、ラジオネームはパイロットランプ、ショートショートを投稿していたカクヨムやショートショートガーデンでは佐賀砂 有信（さがすな ありのぶ）という名前になっており、DJ活動時にはDJ寝床（DJねどこ）を名乗ったことがある。

## 概要
神奈川県川崎市出身。11歳の時に兵庫県神戸市垂水区に移り住む。兵庫県立長田高等学校、大阪大学経済学部卒業。高校在学時は演劇部、大学在学時は落語研究会に所属。大学4年時に古典落語「動物園」の改作で全日本学生落語大賞（策伝大賞）を受賞。これをきっかけに、古典落語に大胆なアレンジを加えるムーブメントが学生落語界で流行した。卒業後はプロの落語家にはならず、大阪で就職後は社会人落語を中心に活動を続ける。層の厚い社会人落語では古典ではかなわないと判断して新作落語を作り始めた。26歳の時自作の新作落語で社会人落語日本一決定戦で優勝（5代目名人選出）。アマチュア落語家として初の策伝大賞・社会人落語日本一の二冠を達成した。また、26歳での社会人落語名人選出は史上最年少である。2014年に転職。
2020年に「（コロナ禍で）ご年配の方を集めることができなくなった」と落語をやめ、同年9月からピン芸（ソロユニット）の活動を再開するようになる。2022年にはR-1グランプリに8年ぶりに準々決勝まで進出。2023年にはアマチュア芸人の頂点を決める賞レース「全日本アマチュア芸人No.1決定戦2023」で優勝したほか、2019年に落語部門で優秀賞を獲得した新人お笑い尼崎大賞の漫才・コント部門で奨励賞を受賞した。
2024年、R-1グランプリで初めて決勝に進出。アマチュア史上初のR-1ファイナリストとなった。決勝では9人中9番目で一人コントを披露し、真輝志と同率の4位となった。
「どくさいスイッチ企画」の名前の由来は、漫画『ドラえもん』のひみつ道具「どくさいスイッチ」から。この道具が登場する話の、地球上からのび太以外の全員が消えるという恐ろしい展開を踏まえ、「僕は1人でも頑張っていくんだ」という意味を込めて命名した。それに団体っぽさを出すために「企画」を付けた。
2024年5月、今後の芸能活動を考えて会社の退職と関東への移住を報告した。肩書を「アマチュア」から「コントができるフリーランス」に変え、芸人として活動しながら並行してできる仕事を探すことにしている。

## 芸風
主にコント。なるべく音響や照明、小道具を使わないことをこだわりとしている。コントインしてしばらくしてから、片手を挙げ「どくさいスイッチ企画です。コント『○○』」と紹介的なブリッジを挟む形式のネタが多い。関西弁は話せるがネタには使わず、最初に覚えた標準語でネタをする。
ネタは机の前で考え抜くという。

## 賞レース・受賞歴

### 銀杏亭魚折として
- 第7回 全日本学生落語選手権 策伝大賞（2009年）「動物園」優勝[27]
- 第5回 社会人落語日本一決定戦（2013年) 「スライダー課長」優勝[17][16]
- 第19回 新人お笑い尼崎大賞 落語の部 優秀賞（2019年）
- 第4回 新作落語コンテスト（目黒区民まつり実行委員会事務局主催、2024年）「○ぐろ」決勝進出

### 青山知弘として（落語作家）
- 第8回 上方落語台本募集（上方落語協会）(演）桂あやめ「ぜいきん」（2015年）佳作[28][29]　＊林家つる子も演じている[30]。
- 渋谷らくご創作大賞（演） 林家つる子「ストロベリーフィールズフォーエバー」（2017年）ノミネート[31]
- 落語協会新作落語台本（演）林家きく麿「湯屋挑み」(2020年）佳作[32]
- 落語協会新作落語台本（演）柳家小ゑん「いぼめい」（2022年）優秀賞[33]　＊鈴々舎馬るこも演じている[34]。

### どくさいスイッチ企画として

#### R-1グランプリ/R-1ぐらんぷり
| 年（回）       | 結果         | 会場                 | 備考                 |
| -------------- | ------------ | -------------------- | -------------------- |
| 2011年(第9回)  | 2回戦進出    | テイジンホール       | 「フリー」で出場     |
| 2012年(第10回) | 2回戦進出    | HEP HALL             | 「アマチュア」で出場 |
| 2013年(第11回) | 2回戦進出    | テイジンホール       | 「アマチュア」で出場 |
| 2014年(第12回) | 1回戦敗退    | なんばパークスホール | 「アマチュア」で出場 |
| 2022年(第20回) | 準々決勝進出 | よしもと漫才劇場     | 「アマチュア」で出場 |
| 2023年(第21回) | 準々決勝進出 | よしもと漫才劇場     | 「アマチュア」で出場 |
| 2024年(第22回) | 決勝4位タイ  | フジテレビ           | 「アマチュア」で出場 |
| 2025年(第23回) | 準々決勝進出 | ルミネtheよしもと    | 「フリー」で出場     |

#### その他
- 2021年 兼業芸人王 準優勝[43]
- 2021年 アマチュア演芸NO.1決定戦 ブンブンチャンプ2021 優勝[44]
- 2022年 キングオブコント 準々決勝進出（準新作とのユニット「新作のスイッチ企画」として）[45][46]
- 2023年 全日本アマチュア芸人No.1決定戦2023 優勝
- 2023年 新人尼崎お笑い大賞 漫才・コントの部 奨励賞

### 佐賀砂有信として（ショートショート）
- 第3回 ショートショート大賞（KINOBOOKS）（2018年）「強盗コンビニ」「オールクリアー」最終審査作品[47]
- ショートショートガーデン コンテスト プチコン3 新生活（2019年）ショートショート「内来種」優秀賞[48]
「受賞作品集」に収録され、PHP研究所より電子書籍化
- TapNovel 第1回ショートシナリオ・短編小説コンテスト（2021年）「ホントの拳」予選通過作品[49]

## 出演

### 銀杏亭魚折として
- 「さらさらサラダ」（NHK総合テレビ（中部北陸エリア）、2018年2月6日） - ゲスト（林家つる子と共に）
- 「次は〜新福島!」（MBSラジオ、2019年） - 「小噺ジングル」作家

### どくさいスイッチ企画として
- 「SUNDAY FLICKERS」（JFN、2024年6月9日） - ゲスト
- 「白黒アンジャッシュ」（千葉テレビ放送、2024年7月9日・16日） - ゲスト
- 「NEXT名人寄席」（NHKラジオ第一、2024年10月26日）

## 著書

### 単著
- 「殺す時間を殺すための時間」（2024年10月31日、KADOKAWA、ISBN 978-4041153505） - カクヨム投稿作品の書籍化[注 3]

### 参加作品
- 「ショートショートガーデン プチコン受賞作品集 新生活」（2019年4月23日、PHP研究所） - ショートショート「内来種」（「佐賀砂有信」名義）収録　※電子書籍